# Drillia blacki
Drillia blacki is een slakkensoort uit de familie van de Drilliidae. De wetenschappelijke naam van de soort is voor het eerst geldig gepubliceerd in 2004 door Petuch.